# Ex Coelis Mountain
Ex Coelis Mountain är ett berg i Kanada.   Det ligger i provinsen Alberta, i den centrala delen av landet, 3 000 km väster om huvudstaden Ottawa. Toppen på Ex Coelis Mountain är 2 055 meter över havet.
Terrängen runt Ex Coelis Mountain är varierad, och sluttar västerut. Trakten runt Ex Coelis Mountain är nära nog obefolkad, med mindre än två invånare per kvadratkilometer.. Det finns inga samhällen i närheten.
I omgivningarna runt Ex Coelis Mountain växer i huvudsak barrskog.